# Championnats arabes juniors d'athlétisme 2016
Navigation
Édition précédente Édition suivante
Les Championnats arabes juniors d'athlétisme 2016 se sont déroulés à  Tlemcen en Algérie.
Le Bahreïn, avec une armada de naturalisés, notamment d’Éthiopie et du Kenya, a dominé la compétition devant la  Tunisie qui n’a pas démérité avec 22 médailles dont 9 d’or. En plus du Maroc qui ne participe pas à cette compétition depuis plusieurs éditions.

## Résultats

### Hommes
| Event                     | Or                                   | Or             | Argent                                       | Argent         | Bronze                                     | Bronze         |
| ------------------------- | ------------------------------------ | -------------- | -------------------------------------------- | -------------- | ------------------------------------------ | -------------- |
| 100 mètres                | Mohamed Farès Jelassi Tunisie        | 10 s 52        | Ammar Essifi Oman                            | 10 s 62        | Saïd El Omayri Bahreïn                     | 10 s 76        |
| 200 mètres                | Moussa Issa Bahreïn                  | 21 s 44        | Amine Bouanani Algérie                       | 21 s 60        | Taha Hussein Yacine Irak                   | 21 s 77        |
| 400 mètres                | Moussa Issa Bahreïn                  | 46 s 95        | Taha Hussein Yacine Irak                     | 47 s 14        | Ahmad Saleh Mahda Arabie saoudite          | 48 s 38        |
| 800 mètres                | Riadh Chenini Tunisie                | 1 min 50 s 62  | Adam Fadhl-Allah Soudan                      | 1 min 51 s 31  | Mohamed Rahim Zaghir Irak                  | 1 min 51 s 97  |
| 1 500 mètres              | Riadh Chenini Tunisie                | 3 min 53 s 09  | Ali Kaddachi Tunisie                         | 3 min 53 s 17  | Abdallah Abdelfatih Djibouti               | 3 min 55 s 72  |
| 5 000 mètres              | Djamel Abdi Direh Djibouti           | 14 min 26 s 11 | Aden Arbah Djibouti                          | 14 min 30 s 11 | Hosni Ismail Aissa Soudan                  | 14 min 38 s 39 |
| 10 000 mètres             | Djamel Abdi Direh Djibouti           | 30 min 7 s 47  | Abdi Ibrahim Abdou Bahreïn                   | 30 min 32 s 18 | Ali Djouder Algérie                        | 31 min 15 s 04 |
| 3000 mètres steeple       | Sofiane Cherni Tunisie               | 9 min 10 s 03  | Kenzi Souadia Algérie                        | 9 min 11 s 27  | Mohamed Amine Jhinaoui Tunisie             | 9 min 15 s 82  |
| 110 mètres haies          | Amine Bouanani Algérie               | 13 s 96        | Mohamed Saleh Nadhem Irak                    | 14 s 12        | Salah Khade Salah Irak                     | 14 s 21        |
| 400 mètres haies          | Abderrahmane Youssef Arabie saoudite | 52 s 11        | Mohamed Amine Touati Tunisie                 | 52 s 97        | Jassem Mohamed Irak                        | 53 s 05        |
| Saut en hauteur           | Houssam Hussein Irak                 | 2,05 m         | Hicham Bouhanoun Algérie Mohamed Hamdi Qatar | 2,00 m         |                                            |                |
| Saut à la perche          | Ali Mohsen Irak                      | 4,90 m         | Réda Bouchiche Algérie                       | 4,30 m         | Taoufik Ahmed Arabie saoudite              | 4.20 m         |
| Saut en longueur          | Yasser Mohamed Tahar Triki Algérie   | 7,43 m         | Abdelhak Bouziziane Algérie                  | 7,19 m         | Ihab Fathi Abboud Libye                    | 7,02 m         |
| Triple saut               | Yasser Mohamed Tahar Triki Algérie   | 16,01 m        | Ihab Fathi Abboud Libye                      | 14,90 m        | Ahmed El Hani Tunisie                      | 14,57 m        |
| Lancer du poids (6 kg)    | Moadh Mohamed Ibrahim Qatar          | 17,00 m        | Alaeddine Chaalal Algérie                    | 16,24 m        | Akram Sassi Tunisie                        | 15,08 m        |
| lancer du disque (1,7 kg) | Moadh Mohamed Ibrahim Qatar          | 60,13 m        | Aboubacar Mohamed Zakaria Arabie saoudite    | 50,32 m        | Mustapha Hassen Abu Chahin Arabie saoudite | 44,72m         |
| Lancer du marteau (6 kg)  | Hussein Thamer Abdelwahed Irak       | 66,00 m        | Farès Ben Saïd Tunisie                       | 60,84 m        | Amir Ali Hussein Irak                      | 58,93 m        |
| Lancer du javelot (800 g) | Yacine Khalfaoui Tunisie             | 61,37 m        | Salah Younes Mouhcen Irak                    | 57,71 m        | Elhamad Mourtadha Aissa Arabie saoudite    | 57,57 m        |
| Décathlon                 | Souheil Hemani Algérie               | 6052 pts       | Ramzi Ayari Tunisie                          | 5982 pts       | Abderrazak Slimani Algérie                 | 5783 pts       |
| 10 km marche              | Bahaeddine Gatri Tunisie             | 45 min 48 s 08 | Mustafa Reza Alouani Irak                    | 47 min 17 s 76 | Billal Djaafri Algérie                     | 47 min 58 s 48 |
| Relais 4 × 100 mètres     | Oman                                 | 41 s 59        | Arabie saoudite                              | 42 s 30        | Irak                                       | 42 s 33        |
| Relais 4×400 mètres       | Algérie                              | 3 min 13 s 35  | Soudan                                       | 3 min 13 s 36  | Égypte                                     | 3 min 13 s 89  |

### Dames
| Event                     | Or                                          | Or             | Argent                                   | Argent         | Bronze                     | Bronze         |
| ------------------------- | ------------------------------------------- | -------------- | ---------------------------------------- | -------------- | -------------------------- | -------------- |
| 100 mètres                | Bashira Nasser Bahreïn                      | 11 s 66        | Imène Issa Jassem Bahreïn                | 11 s 68        | Mazoun El Alaouia Oman     | 12 s 17        |
| 200 mètres                | Edwilge Ova Naim Bahreïn                    | 23 s 21        | Bashira Nasser Bahreïn                   | 23 s 91        | Manel Bendebka Algérie     | 25 s 67        |
| 400 mètres                | Imène Issa Jassem Bahreïn                   | 55 s 44        | Fatma Rezig Tunisie                      | 59 s 74        | Chaima Abdelaziz Algérie   | 1 min 01 s 82  |
| 800 mètres                | Marta Hibatou Bahreïn                       | 2 min 10 s 77  | Hela Hamdi Tunisie                       | 2 min 12 s 67  | Sarra Houaouti Algérie     | 2 min 16 s 52  |
| 1 500 mètres              | Dalila Abdelkader Bahreïn                   | 4 min 16 s 24  | Hela Hamdi Tunisie                       | 4 min 33 s 81  | Sonia Farouk Hamdan Soudan | 4 min 34 s 81  |
| 3 000 mètres              | Ribitu Bouatiou Idao Bahreïn                | 9 min 20 s 46  | Makonine Dissa Djissa Bahreïn            | 9 min 24 s 30  | Yasmina Housseini Algérie  | 11 min 7 s 40  |
| 5 000 mètres              | Ribitu Bouatiou Idao Bahreïn                | 16 min 57 s 46 | Makonine Dissa Djissa Bahreïn            | 17 min 0 s 42  | Katia Belbey Algérie       | 19 min 36 s 68 |
| 3000 mètres steeple       | Makonine Dissa Djissa Bahreïn               | 10 min 2 s 68  | Maroua Bouzaiani Tunisie                 | 10 min 46 s 91 | Katia Belbey Algérie       | 12 min 32 s 79 |
| 100 mètres haies          | Amina Youssef Bahreïn                       | 14 s 53        | Yousra Arar Algérie                      | 14 s 66        | Mazoun El Alaouia Oman     | 15 s 01        |
| 400 mètres haies          | Amina Youssef Bahreïn                       | 58 s 25        | Chaima Ounis Algérie                     | 1 min 3 s 25   | Houda Cheikh Algérie       | 1 min 4 s 05   |
| Saut en hauteur           | Affaf Benhadja Algérie Mariem Abdallah Irak | 1,63 m         |                                          |                | Zaineb Amer Karim Irak     | 1,53 m         |
| Saut à la perche          | Maryam Yasser Mohamed Égypte                | 3,00 m         | Sherine Sharif Mahmoud Égypte            | 2,60 m         | Zahra Jamal Sakran Irak    | 2,60 m         |
| Saut en longueur          | Chelbia Ben Salem Tunisie                   | 5,60 m         | Lidia Sahraoui Algérie                   | 5,54 m         | Insaf Zitouni Algérie      | 5,45 m         |
| Triple saut               | Chelbia Ben Salem Tunisie                   | 12,46 m        | Leila Ben Si-Ali Algérie                 | 12,18 m        | Shahd Kassem Irak          | 11,38 m        |
| Lancer du poids (4 kg)    | Sarah Ahmed Mannai Qatar                    | 11,97 m        | Imene Bounab Algérie                     | 11,70 m        | Folla Kermech Algérie      | 9,99 m         |
| Lancer du disque (1 kg)   | Ritaj Salem Essayah Libye                   | 51,58 m        | Fatma Youcef Elhosni Émirats arabes unis | 39,37 m        | Amina Mohammedi Algérie    | 37,17 m        |
| Lancer du javelot (600 g) | Sarah Ahmed Mannai Qatar                    | 36,11m         | Lidya Outemzabet Algérie                 | 29,44 m        | Ikram Afrit Algérie        | 28,38 m        |
| Lancer du marteau (4 kg)  | Ritaj Salem Essayah Libye                   | 50,92 m        | Azza Eddaif Tunisie                      | 43,48 m        | Chahrazed Kheloufi Algérie | 42,80 m        |
| Heptathlon                | Ania Ainouche Algérie                       | 4060 pts       | Yousra Baazizi Algérie                   | 3613 pts       | Moudhi Elbellouchi Oman    | 1739 pts       |
| 10 km marche              | Rihab Mansouri Tunisie                      | 52 min 38 s    | Zina Bouhraoua Algérie                   | 53 min 10 s    | Tinhinane Boumaaza Algérie | 54 min 48 s    |
| Relais 4 × 100 mètres     | Bahreïn                                     | 46 s 60        | Algérie                                  | 48 s 72        | Irak                       | 1 min 0 s 53   |
| Relais 4×400 mètres       | Bahreïn                                     | 3 min 46 s 90  | Algérie                                  | 3 min 58 s 11  | Tunisie                    | 4 min 07 s 37  |

## Tableau des médailles
| Rang | Nation              | Or | Argent | Bronze | Total |
| ---- | ------------------- | -- | ------ | ------ | ----- |
| 1    | Bahreïn             | 14 | 5      | 1      | 20    |
| 2    | Tunisie             | 9  | 9      | 4      | 22    |
| 3    | Algérie             | 7  | 16     | 16     | 39    |
| 4    | Irak                | 4  | 4      | 10     | 18    |
| 5    | Qatar               | 4  | 1      | 0      | 5     |
| 6    | Libye               | 2  | 1      | 1      | 4     |
| 7    | Djibouti            | 2  | 1      | 1      | 4     |
| 8    | Arabie saoudite     | 1  | 2      | 4      | 7     |
| 9    | Oman                | 1  | 1      | 3      | 5     |
| 10   | Égypte              | 1  | 1      | 1      | 3     |
| 11   | Soudan              | 0  | 2      | 2      | 4     |
| 12   | Émirats arabes unis | 0  | 1      | 0      | 1     |
| -    | Total               | 45 | 44     | 43     | 132   |